# 高老庄
《高老庄》，贾平凹的长篇小说，是贾平凹第七部长篇小说。

## 内容
高老庄是一个封闭、僻远、守旧的村庄，那里孕育了最纯正血液的中华民族，但是男人矮小、粗俗、没有文明开化，犹如野蛮人。
大学教授“高子路”带着妻子“西夏”回到高老庄，给父亲做三周年祭奠，一个接受过高等教育的大学教授，来到这个鸟不生蛋的地方之后，立即演变成一个猥琐、小器、守旧的人，他骨子里那种野蛮人习惯顿时喷涌而出，和妻子、老乡们引发了一系列各种各样的冲突。

## 角色
- 高子路，土生乡下人进入城市而进化成城里人

- 西夏，城里人

- 蔡老黑，土生土长乡下人，农民企业家，率性、满腔热血，向往城里生活。

- 菊娃，土生土长乡下人，高子路的前妻，她带着残疾儿子，离婚后爱慕蔡老黑，向往城里生活。

- 苏红

## 主题和风格
《高老庄》的核心是“生命、社会、文化”，讲述农耕文明和工业文明的冲突，自给自足的自然经济和商品经济的冲突。
它借助主人公“高子路”回家乡高老庄之后的一系列事情，抨击农村封闭、守旧，歌颂邓小平改革开放带来的巨大变化，尤其是精神面貌。

## 影响
《高老庄》出版后，中国作家协会在北京的总部由书记处书记陈建功带领作家们召开了学习贾平凹的研讨会。